# Ernest Simo
Ernest Simo, né à Okola en 1956, est un homme de sciences camerounais installé aux États-Unis.  
Il travaille pour la NASA et est deux fois finaliste du programme des astronautes de l'agence spatiale, en 1994 et en 1996.

## Biographie

### Enfance et débuts
Ernest Simo naît le 27 janvier 1956 à Okla, au Cameroun. Il assiste l'école primaire d’Ekoudou et puis le lycée Leclerc à Yaoundé où il décroche un baccalauréat C en 1974. Par la suite, il lui est accordé une bourse du British Council et il part en Grande-Bretagne suivre des études supérieures d'ingénieur. Licencié en génie électrique en 1978 par l'école polytechnique de Portsmouth, il obtient une maîtrise en télécommunications de l'université d'Essex l'année suivante.

### Carrière
Il rentre brièvement au Cameroun pour occuper le poste de chef de service des
Transmissions au ministère des Postes et Télécommunication. Ayant obtenu une nouvelle bourse d'études en 1980 il retourne au Royaume-Uni et réalise des travaux de recherche à l'Atomic Weapon Research Establishment de la Défense britannique. Il obtient un doctorat en génie électrique à l’université de Birmingham, en 1983.
Hughes Network Systems l'invite à développer le système de télécommunication VSAT de 1983 à 1986. En 1984, il devient la première personne à installer ce type de technologie. Il participe au développement de la technologie AMRC entre 1987 et 1991. En 1994 et 1996, il est finaliste du programme d'astronautes de la NASA. En 1999, il devient enseignant à l'école supérieure des postes et des télécommunications du Cameroun.
Il fonde et dirige l'entreprise Space 2000.